# Kobukuro
Kobukuro (japanisch コブクロ) ist eine japanische Band, die 1998 gegründet wurde, sie hatten ihr Debüt 2001. Der Bandname ist eine Kombination aus den beiden Familiennamen, Kentarō Kobuchi und Shunsuke Kuroda.

## Mitglieder
- Kentarō Kobuchi (小渕健太郎) Er ist am 13. März 1977 geboren. Er spielt Gitarre und andere Instrumente. Er ist der zweite Sänger.
- Shunsuke Kuroda (黒田俊介) Er ist am 18. März 1977 geboren. Er ist der Hauptsänger.

## Geschichte
Im Mai 1998 trafen sich Kuroda und Kobuchi in Sakai nahe Ōsaka das erste Mal. Kobuchi war ein Händler, der jeden Samstag Konzerte auf der Straße hielt. Kuroda war ein Sportlehrer und ein Straßenmusiker. Im September 1998 bot Kobuchi Kuroda einen Song an und sah, dass Kuroda kein gelernter Gitarrenspieler war. Kobuchi wurde der Gitarrist in der Gruppe. So wurde Kobukuro gegründet.
Kobukuro schloss mit Warner Music Japan im Jahre 2001 einen Vertrag ab. Sie machten ihr Debüt mit der Single "YELL", welche den 4. Platz in den Oricon-Charts erreichte.

## Diskografie

### Alben
| Jahr | Titel                    | Höchstplatzierung, Gesamtwochen, AuszeichnungChartsChartplatzierungen (Jahr, Titel, Platzierungen, Wochen, Auszeichnungen, Anmerkungen) | Anmerkungen                                                       |
| Jahr | Titel                    | JP | Anmerkungen                                                       |
| ---- | ------------------------ | --- | ----------------------------------------------------------------- |
| 1999 | Saturday 8PM             | JP294 (1 Wo.)JP | Erstveröffentlichung: 21. Juli 1999                               |
| 2000 | Root of My Mind          | JP165 (8 Wo.)JP | Erstveröffentlichung: 4. März 2000                                |
| 2000 | Answer                   | — | Erstveröffentlichung: 19. Dezember 2000                           |
| 2001 | Roadmade                 | JP6 Gold · (11 Wo.)JP | Erstveröffentlichung: 29. August 2001 Verkäufe JP: + 105.000      |
| 2002 | Grapefruits              | JP4 (6 Wo.)JP | Erstveröffentlichung: 28. August 2002 Verkäufe JP: + 100.000      |
| 2003 | Straight                 | JP10 (7 Wo.)JP | Erstveröffentlichung: 6. November 2003 Verkäufe JP: + 46.000      |
| 2004 | Music Man Ship           | JP3 Gold · (68 Wo.)JP | Erstveröffentlichung: 3. November 2004 Verkäufe JP: + 250.000     |
| 2005 | Nameless World           | JP1 Diamant · (46 Wo.)JP | Erstveröffentlichung: 21. Dezember 2005 Verkäufe JP: + 868.237    |
| 2006 | All Singles Best         | JP1 ×3Dreifachdiamant · (284 Wo.)JP | Erstveröffentlichung: 27. September 2006 Verkäufe JP: + 3.016.199 |
| 2007 | 5296                     | JP1 Diamant · (78 Wo.)JP | Erstveröffentlichung: 19. Dezember 2007 Verkäufe JP: + 1.428.072  |
| 2009 | Calling                  | JP1 ×2Doppelplatin · (28 Wo.)JP | Erstveröffentlichung: 5. August 2009 Verkäufe JP: + 476.517       |
| 2010 | All Covers Best          | JP1 Platin · (9 Wo.)JP | Erstveröffentlichung: 25. August 2010 Verkäufe JP: + 386.706      |
| 2012 | All Singles Best 2       | JP1 Diamant · (67 Wo.)JP | Erstveröffentlichung: 5. September 2012 Verkäufe JP: + 737.000    |
| 2013 | One Song From Two Hearts | JP1 Platin · (30 Wo.)JP | Erstveröffentlichung: 18. Dezember 2013 Verkäufe JP: + 154.000    |
| 2016 | Timeless World           | JP2 Platin · (27 Wo.)JP | Erstveröffentlichung: 15. Juni 2016                               |
| 2018 | All Time Best 1998-2018  | JP1 Platin · (40 Wo.)JP | Erstveröffentlichung: 5. Dezember 2018                            |
| 2021 | Star Made                | JP2 (10 Wo.)JP | Erstveröffentlichung: 4. August 2021                              |
| 2024 | All Seasons Best         | JP7 (15 Wo.)JP | Erstveröffentlichung: 20. März 2024                               |
| 2024 | Quarter Century          | JP8 (9 Wo.)JP | Erstveröffentlichung: 4. September 2024                           |

### Singles
| Jahr | Titel Album | Höchstplatzierung, Gesamtwochen, AuszeichnungChartsChartplatzierungen (Jahr, Titel, Album, Platzierungen, Wochen, Auszeichnungen, Anmerkungen) | Anmerkungen |
| Jahr | Titel Album | JP | Anmerkungen |
| ---- | --- | --- | --- |
| 2001 | Yell (~エール~) / Bell – | JP4 Gold + Platin (Digital) · (17 Wo.)JP | Erstveröffentlichung: 22. März 2001 Verkäufe JP: + 245.390 |
| 2001 | Wadachi (轍) Rut – | JP15 (7 Wo.)JP | Erstveröffentlichung: 20. Juni 2001 Verkäufe JP: + 53.430 |
| 2001 | You / Miss You – | JP30 (3 Wo.)JP | Erstveröffentlichung: 21. November 2001 Verkäufe JP: + 22.360 |
| 2002 | Kaze (風) Wind – | JP25 Platin (Mobile Downloads) · (16 Wo.)JP | Erstveröffentlichung: 14. Februar 2002 Verkäufe JP: + 120.000 |
| 2002 | Negai no Uta / Taiyō (願いの詩 / 太陽) Song of Wish / The Sun –                                                                                  | JP14 (7 Wo.)JP | Erstveröffentlichung: 10. Juli 2002 Verkäufe JP: + 37.620 |
| 2002 | Yuki no Furanai Machi (雪の降らない街) The Town Without Snow –                                                                                   | JP16 (9 Wo.)JP | Erstveröffentlichung: 13. November 2002 Verkäufe JP: + 27.988 |
| 2003 | Takarajima (宝島) Treasure Island – | JP11 (6 Wo.)JP | Erstveröffentlichung: 9. April 2003 Verkäufe JP: + 24.482 |
| 2003 | Blue Blue – | JP20 (5 Wo.)JP | Erstveröffentlichung: 27. August 2003 Verkäufe JP: + 16.134 |
| 2004 | Door – | JP15 (7 Wo.)JP | Erstveröffentlichung: 12. Mai 2004 Verkäufe JP: + 20.083 |
| 2004 | Towa ni Tomo ni / Million Films / Koko kara (永遠にともに) / Million Films / (ここから) Forever with You / Million Films / From Here –           | JP6 Gold + Diamant (Mobile Downloads) · (99 Wo.)JP                                                                                             | Erstveröffentlichung: 14. Oktober 2004 · Verkäufe JP: + 146.265 · + JP: Gold (Downloads), + JP: Diamant (Klingelton), + JP: Gold (Mobile Downloads Live Version 2006) |
| 2005 | Koko ni Shika Sakanai Hana (ここにしか咲かない花) A Flower That Only Blooms Here –                                                               | JP2 ×3Platin + Dreifachplatin (Digital) · (51 Wo.)JP                                                                                           | Erstveröffentlichung: 11. Mai 2005 Verkäufe JP: + 407.200 |
| 2005 | Sakura (桜) Cherry Blossoms – | JP3 ×2Doppelplatin + Platin (Downloads) · (66 Wo.)JP                                                                                           | Erstveröffentlichung: 2. November 2005 · Verkäufe JP: + 434.389 · + JP: ×2Doppeldiamant (Klingelton) , + JP: Diamant (Mobile Downloads), + JP: Gold (Streaming)       |
| 2006 | Kimi to Iu Na no Tsubasa (君という名の翼) Wings That Are Named You –                                                                             | JP5 Gold + Platin (Mobile Downloads) · (12 Wo.)JP                                                                                              | Erstveröffentlichung: 26. Juli 2006 · Verkäufe JP: + 106.957 · + JP: ×2Doppelplatin (Klingelton)                                                                      |
| 2007 | Winding Road Sing to the Sky | JP— Platin + Diamant (Digital)JP | Erstveröffentlichung: 28. Februar 2007 · Verkäufe JP: + 359.000 · Ayaka x Kobukuro · + JP: Platin (Downloads), + JP: ×2Doppeldiamant (Klingelton)                     |
| 2007 | Tsubomi (蕾) Flower Bud – | JP1 ×2Doppelplatin + Doppeldiamant (Digital) · (71 Wo.)JP                                                                                      | Erstveröffentlichung: 21. März 2007 · Verkäufe JP: + 506.093 · + JP: ×3Dreifachdiamant (Klingelton) , + JP: Platin (Streaming)                                        |
| 2007 | Aoku Yasashiku (蒼く 優しく) Bluer, Gentler – | JP2 ×2Platin + Doppelplatin (Mobile Downloads) · (19 Wo.)JP                                                                                    | Erstveröffentlichung: 7. November 2007 · Verkäufe JP: + 213.961 · + JP: Diamant (Klingelton)                                                                          |
| 2008 | Anata to Ayaka’s History 2006–2009 | JP— ×2Gold + Doppelplatin (Digital)JP | Erstveröffentlichung: 24. September 2008 · Verkäufe JP: + 152.324 · Ayaka x Kobukuro · + JP: ×2Doppelplatin (Klingelton)                                              |
| 2008 | Toki no Ashioto (時の足音) Footsteps of Time –                                                                                                   | JP2 ×2Platin + Doppelplatin (Digital) · (27 Wo.)JP                                                                                             | Erstveröffentlichung: 29. Oktober 2008 · Verkäufe JP: + 255.485 · + JP: ×2Doppelplatin (Klingelton)                                                                   |
| 2009 | Niji (虹) Rainbow – | JP2 Gold + Platin (Digital) · (16 Wo.)JP | Erstveröffentlichung: 15. April 2009 Verkäufe JP: + 102.577 |
| 2009 | Stay – | JP3 Gold + Gold (Downloads) · (14 Wo.)JP | Erstveröffentlichung: 15. Juli 2009 · Verkäufe JP: + 86.290 · + JP: Platin (Mobile Downloads)                                                                         |
| 2010 | Ryūsei (流星) Meteor – | JP3 Platin + Diamant (Digital) · (27 Wo.)JP | Erstveröffentlichung: 17. November 2010 · Verkäufe JP: + 208.000 · + JP: ×3Dreifachplatin (Klingelton)                                                                |
| 2011 | Blue Bird – | JP3 Gold + Gold (Digital) · (12 Wo.)JP | Erstveröffentlichung: 16. Februar 2011 Verkäufe JP: + 79.000 |
| 2011 | Ano Taiyō ga, Kono Sekai o Terashi Tuzukeru Yōni. (あの太陽が、この世界を照らし続けるように.) I Wish That Sun Continued Lighting up This World – | JP3 Gold + Gold (Mobile Downloads) · (13 Wo.)JP                                                                                                | Erstveröffentlichung: 27. April 2011 Verkäufe JP: + 71.000 |
| 2012 | Kamihikouki (紙飛行機) Paper Plane – | JP2 Gold (Downloads) · (11 Wo.)JP | Erstveröffentlichung: 28. November 2012 Verkäufe JP: + 62.000 |
| 2013 | One Song From Two Hearts / Diamond (One Song From Two Hearts / ダイヤモンド) –                                                                   | JP3 Gold (Digital) · (9 Wo.)JP | Erstveröffentlichung: 24. Juli 2013 Verkäufe JP: + 75.000 |
| 2014 | Now, The Flowers Bloom in Full Glory (今、咲き誇る花たちよ) –                                                                                    | JP7 Gold (Digital) · (9 Wo.)JP | Erstveröffentlichung: 19. Februar 2014 Verkäufe JP: + 19.277 |
| 2014 | Sunny Road (陽だまりの道) – | JP6 (8 Wo.)JP | Erstveröffentlichung: 4. Juni 2014 Verkäufe JP: + 40.028 |
| 2015 | (奇跡) Miracle – | JP9 (10 Wo.)JP | Erstveröffentlichung: 4. März 2015 |
| 2015 | (未来) Future – | JP4 Platin · (28 Wo.)JP | Erstveröffentlichung: 16. Dezember 2015 |
| 2017 | (心) Heart – | JP2 (20 Wo.)JP | Erstveröffentlichung: 24. Mai 2017 |
| 2018 | One Times One – | JP2 (14 Wo.)JP | Erstveröffentlichung: 11. April 2018 |
| 2018 | (風をみつめて) Looking At the Wind – | JP4 (5 Wo.)JP | Erstveröffentlichung: 7. November 2018 |
| 2020 | Sotsugyō (卒業) – | JP3 (7 Wo.)JP | Erstveröffentlichung: 18. März 2020 Verkäufe JP: + 23.257 |
| 2020 | (灯ル祈リ) Lantern Prayer Li – | JP3 (5 Wo.)JP | Erstveröffentlichung: 14. Oktober 2020 |
| 2021 | (両忘) Both Oblivions – | JP4 (2 Wo.)JP | Erstveröffentlichung: 7. Juli 2021 |
| 2022 | (この地球の続きを) The continuation of this Earth –                                                                                              | JP12 (7 Wo.)JP | Erstveröffentlichung: 19. Oktober 2022 |
| 2023 | エンベロープ – | JP3 (12 Wo.)JP | Erstveröffentlichung: 1. März 2023 |

Weitere Lieder
- 2006: The Road to You (あなたへと続く道, JP: Gold (Mobile Downloads))
- 2006: Milion Films (JP: ×2Doppelplatin (Digital) )
- 2007: White Days (JP: ×2Doppelplatin (Klingelton) , JP: Platin (Mobile Downloads))
- 2008: Red Thread (赤い糸, JP: ×3Dreifachplatin (Digital) , JP: ×2Doppelplatin (Klingelton) , JP: Gold (Streaming))
- 2008: Red Thread ~Live at Osaka Castle Hall 2007.07.05~ (赤い糸 ～Live at 大阪城ホール 2007.07.05～, JP: Platin (Mobile Downloads))
- 2010: Weather Vane (風見鶏, JP: Gold (Mobile Downloads))
- 2011: Bee (蜜蜂, JP: Gold (Digital))
- 2012: Feathers Of the Heart (ココロの羽, JP: Gold (Digital))

### Videoalben
| Jahr | Titel                                                                          | Höchstplatzierung, Gesamtwochen, AuszeichnungChartsChartplatzierungen (Jahr, Titel, Platzierungen, Wochen, Auszeichnungen, Anmerkungen) | Anmerkungen                             |
| Jahr | Titel                                                                          | JP | Anmerkungen                             |
| ---- | ------------------------------------------------------------------------------ | --- | --------------------------------------- |
| 2004 | Kobukuro Live! Go! Life!                                                       | — | Erstveröffentlichung: 24. März 2004     |
| 2005 | Live Tour 04 “Music Man Ship” Final                                            | JP11 (6 Wo.)JP | Erstveröffentlichung: 6. April 2005     |
| 2006 | Kobukuro Live at 武道館 Nameless World                                         | JP5 (50 Wo.)JP | Erstveröffentlichung: 26. Juli 2006     |
| 2007 | Kobukuro Live Tour ’06 "Way Back to Tomorrow" Final                            | JP1 Gold · (53 Wo.)JP | Erstveröffentlichung: 13. Juni 2007     |
| 2008 | Live Tour ’08 “5296” Final                                                     | JP1 Gold · (15 Wo.)JP | Erstveröffentlichung: 8. Oktober 2008   |
| 2008 | Kobukuro Fan Festa 2008 ～10 Years Special!!!!                                 | JP5 (13 Wo.)JP | Erstveröffentlichung: 24. Dezember 2008 |
| 2010 | Kobukuro Live Tour ’09 “Calling” Final                                         | JP3 (9 Wo.)JP | Erstveröffentlichung: 21. April 2010    |
| 2011 | Kobukuro Stadium Live 2010 ～Osaka・Tokyo・Miyazaki～                          | JP3 (10 Wo.)JP | Erstveröffentlichung: 13. April 2011    |
| 2013 | Kobukuro Live Tour 2013 “One Song From Two Hearts” Final at Kyocera Dome Osaka | JP5 (6 Wo.)JP | Erstveröffentlichung: 18. Dezember 2013 |
| 2014 | Kobukuro Live Tour 2014 “Hidamari no Michi” Final at Kyocera Dome Osaka        | JP4 (10 Wo.)JP | Erstveröffentlichung: 17. Dezember 2014 |
| 2015 | Kobukuro Live Tour 2015 “Miracle” Final at Nippongaishi Hall                   | JP4 (9 Wo.)JP | Erstveröffentlichung: 16. Dezember 2015 |
| 2017 | Kobukuro Live Tour 2016 “Timeless World” at Saitama Super Arena                | JP1 (6 Wo.)JP | Erstveröffentlichung: 5. Juli 2017      |
| 2018 | Kobukuro Live Tour 2017 “Heart” at Hiroshima Green Arena                       | JP3 (7 Wo.)JP | Erstveröffentlichung: 16. Mai 2018      |
| 2019 | Kobukuro Welcome To the Street 2018 One Times One Final at Kyocera Dome Osaka  | JP3 (7 Wo.)JP | Erstveröffentlichung: 6. März 2019      |
| 2020 | Kobukuro 20th Anniversary Tour 2019 “Atb” at Kyocera Dome Osaka                | JP12 (3 Wo.)JP | Erstveröffentlichung: 12. Februar 2020  |
| 2020 | Kobukuro 20th Anniversary Live in Miyazaki                                     | JP20 (1 Wo.)JP | Erstveröffentlichung: 12. Februar 2020  |
| 2022 | Kobukuro Live Tour 2021 “Star Made” at Tokyo Garden Theater                    | JP2 (3 Wo.)JP | Erstveröffentlichung: 31. August 2022   |
| 2023 | Kobukuro Live Tour 2022 “Glory Days” Final at マリンメッセ福岡                 | JP4 (12 Wo.)JP | Erstveröffentlichung: 21. Juni 2023     |
| 2024 | Kobukuro Live Tour 2023 “Envelop” Final at 東京ガーデンシアター                | JP2 (3 Wo.)JP | Erstveröffentlichung: 17. Juli 2024     |

### Auszeichnungen für Musikverkäufe
Anmerkung: Auszeichnungen in Ländern aus den Charttabellen bzw. Chartboxen sind in ebendiesen zu finden.
| Land/RegionAuszeichnungen für Musikverkäufe (Land/Region, Auszeichnungen, Verkäufe, Quellen) | Gold       | Platin       | Diamant       | Verkäufe   | Quellen            |
| -------------------------------------------------------------------------------------------- | ---------- | ------------ | ------------- | ---------- | ------------------ |
| Japan (RIAJ)                                                                                 | 26× Gold26 | 53× Platin53 | 21× Diamant21 | 36.600.000 | riaj.or.jp JP2 JP3 |
| Insgesamt                                                                                    | 26× Gold26 | 53× Platin53 | 21× Diamant21 |            |                    |